# Saint-Martin-sur-Oust
Saint-Martin-sur-Oust település Franciaországban, Morbihan megyében. Lakosainak száma 1305 fő (2022. január 1.). Saint-Martin-sur-Oust Ruffiac, Saint-Nicolas-du-Tertre, Les Fougerêts, Peillac, Saint-Gravé, Saint-Congard és Saint-Laurent-sur-Oust községekkel határos.

## Népesség
A település népessége az elmúlt években az alábbi módon változott:
| Lakosok száma | 1255 | 1344 | 1323 | 1268 | 1328 | 1332 | 1305 | 1294 | 1299 | 1305 |
|               | 1968 | 1982 | 1990 | 2006 | 2013 | 2015 | 2017 | 2019 | 2020 | 2022 |